# Lazarus Group
Grupo Lázaro (dialecto surcoreano: 라자루스 그룹?, Rajaruseu GeurupRR, Rajarusŭ KŭrupMR), también conocido por otros apodos como Guardians of Peace o Whois Team; es un grupo de ciberdelincuentes compuesto por un número desconocido de individuos. Aunque no se sabe mucho sobre el grupo, los investigadores les han atribuido muchos ciberataques durante la última década. Originalmente un grupo criminal, el grupo ha sido designado ahora como una amenaza persistente avanzada debido a su naturaleza intencional, la amenaza y la amplia gama de métodos utilizados al llevar a cabo una operación. Los nombres dados por las empresas de seguridad cibernética incluyen HIDDEN COBRA (por la Comunidad de Inteligencia de los Estados Unidos) y Zinc (por Microsoft).

## Historia
El primer ataque conocido del que es responsable el grupo se conoce como "Operation Troy", que tuvo lugar entre 2009 y 2012. Se trató de una campaña de ciberespionaje que utilizó técnicas poco sofisticadas de ataque de denegación de servicio distribuido (DDoS) para atacar al gobierno de Corea del Sur en Seúl. También son responsables de los ataques en 2011 y 2013. Es posible que también estuvieran detrás de un ataque en 2007 dirigido a Corea del Sur, pero eso es aún incierto. Un ataque notable por el que el grupo es conocido es el de 2014 contra Sony Pictures. El ataque a Sony utilizó técnicas más sofisticadas y puso de manifiesto lo avanzado que ha llegado a ser el grupo con el tiempo.
Se informó de que el Grupo Lázaro había robado 12 millones de dólares del Banco del Austro en Ecuador y 1 millón de dólares del Banco Tien Phong de Vietnam en 2015. También se han dirigido a bancos de Polonia y México. El atraco a un banco en 2016 incluyó un ataque al Banco de Bangladés, en el que se robaron 81 millones de dólares y que se atribuyó al grupo. En 2017, se informó de que el grupo Lázaro había robado 60 millones de dólares del Banco Internacional del Lejano Oriente de Taiwán, aunque la cantidad real robada no estaba clara y la mayoría de los fondos se recuperaron.
No está claro quién está realmente detrás del grupo, pero los informes de los medios de comunicación han sugerido que el grupo tiene vínculos con Corea del Norte.  Kaspersky Lab informó en 2017 que Lázaro tendía a concentrarse en el espionaje y los ciberataques de infiltración, mientras que un subgrupo dentro de su organización, que Kaspersky llamó Bluenoroff, se especializaba en ciberataques financieros. Kaspersky encontró múltiples ataques en todo el mundo y un enlace directo (dirección IP) entre Bluenoroff y Corea del Norte.
Sin embargo, Kaspersky también reconoció que la repetición del código podría ser una "bandera falsa" con el fin de engañar a los investigadores y culpar al ataque a Corea del Norte, dado que el ciberataque con el gusano WannaCry en todo el mundo también copió las técnicas de la NSA. Este rescate aprovecha un exploit de la NSA conocido como EternalBlue que un grupo de hackers conocido como Shadow Brokers hizo público en abril de 2017. Symantec informó en 2017 que era "muy probable" que Lázaro estuviera detrás del ataque WannaCry.

### 2009 Operación Troy
El siguiente incidente tuvo lugar el 4 de julio de 2009 y provocó el inicio de la "Operación Troya". Este ataque utilizó el malware Mydoom y Dozer para lanzar un ataque DDoS a gran escala, pero bastante poco sofisticado, contra sitios web de EE. UU. y Corea del Sur. La oleada de ataques golpeó alrededor de tres docenas de sitios web y colocó el texto "Memoria del Día de la Independencia" en el registro maestro de arranque (MBR).

### 2013 Ciberataque a Corea del Sur
Con el tiempo, los ataques de este grupo se han vuelto más sofisticados; sus técnicas y herramientas se han desarrollado mejor y son más eficaces. El ataque de marzo de 2011 conocido como "Diez Días de Lluvia" se dirigió a los medios de comunicación surcoreanos, a las finanzas y a la infraestructura crítica, y consistió en ataques DDoS más sofisticados que se originaron en ordenadores comprometidos dentro de Corea del Sur. Los ataques continuaron el 20 de marzo de 2013 con DarkSeoul, un ataque de borrado que se dirigió a tres empresas de radiodifusión surcoreanas, instituciones financieras y un ISP. En ese momento, otros dos grupos que se hacían llamar "NewRomanic Cyber Army Team" y "WhoIs Team", se llevaron el crédito por ese ataque pero los investigadores no sabían que el Grupo Lázaro estaba detrás de él en ese momento. Los investigadores hoy en día conocen al Grupo Lázaro como un supergrupo detrás de los ataques disruptivos.

### 2014 La brecha de Sony
Los ataques del Grupo Lázaro culminaron el 24 de noviembre de 2014. Ese día, apareció un post de Reddit que decía que Sony Pictures había sido hackeada. Nadie lo sabía en ese momento, pero este fue el comienzo de una de las mayores violaciones corporativas de la historia reciente. En el momento del ataque, el grupo se identificó como los Guardianes de la Paz (GOP) y fueron capaces de hackear la red de Sony, dejándola paralizada durante días. El grupo afirma que estuvieron en la red Sony durante un año antes de ser descubiertos. El ataque fue tan intrusivo que los hackers pudieron acceder a valiosa información interna, incluyendo películas no publicadas anteriormente y la información personal de aproximadamente 4.000 empleados pasados y presentes. El grupo también pudo acceder a correos electrónicos internos y revelar algunas prácticas muy especulativas que estaban ocurriendo en Sony.

### 2016 Operación Blockbuster
Bajo el nombre de "Operación Blockbuster", una coalición de empresas de seguridad, liderada por Novetta, fue capaz de analizar muestras de malware encontradas en diferentes incidentes de ciberseguridad. Utilizando esos datos, el equipo fue capaz de analizar los métodos utilizados por los hackers. Relacionaron al Grupo Lázaro con varios ataques a través de un patrón de reutilización de código.

### 2017 Ataques de WannaCry
El malware WannaCry que afectó a hasta 300.000 ordenadores en todo el mundo es probablemente obra de hackers del sur de China, Hong Kong, Taiwán o Singapur, dijo una empresa de inteligencia estadounidense. El presidente de Microsoft atribuyó el ataque WannaCry a Corea del Norte.

### 2017 Ataques de criptografía

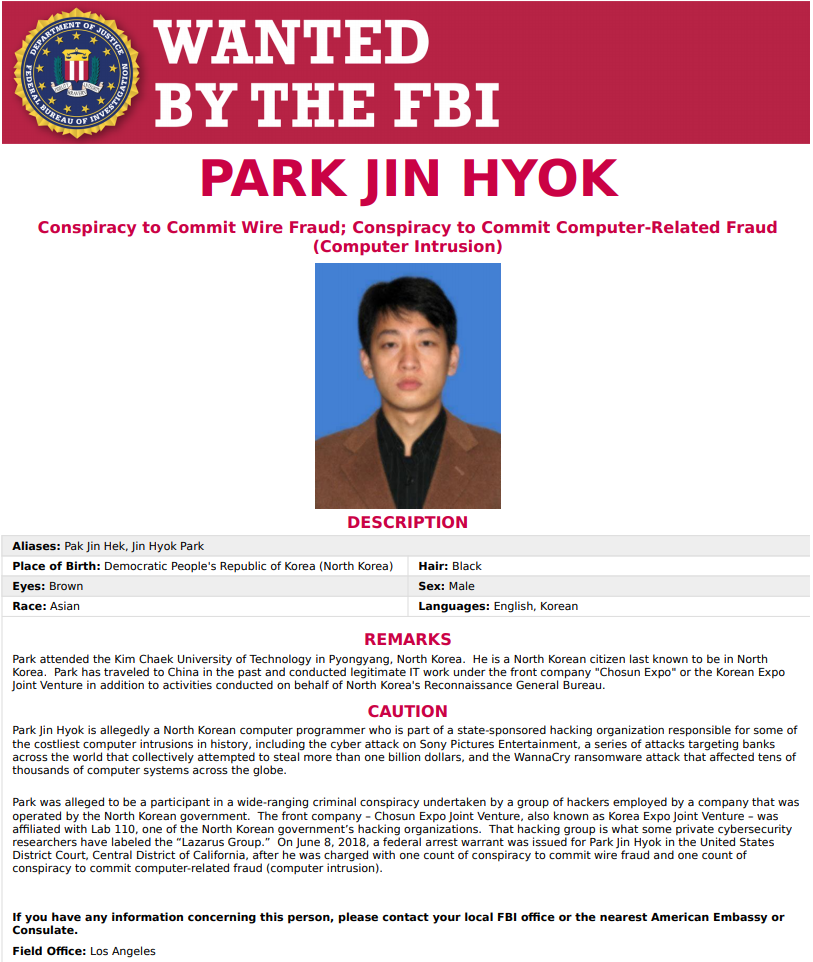
Cartel de búsqueda del FBI, de un hackers del Grupo Lázaro, Park Jin Hyok

En 2018, Recorded Future publicó un informe que vinculaba al Grupo Lázaro con los ataques a los usuarios de Bitcoin y Monero principalmente en Corea del Sur. Se informó de que estos ataques eran técnicamente similares a los ataques anteriores con el software de rescate WannaCry y los ataques a Sony Pictures. Una de las tácticas utilizadas por los hackers del Grupo Lázaro fue explotar las vulnerabilidades en Hancom's Hangul, un software de procesamiento de textos surcoreano. Otra táctica fue usar señuelos de spear-phishing que contenían malware y que se enviaban a estudiantes surcoreanos y a usuarios de intercambios de criptografía como Coinlink. Si el usuario abría el malware, robaba direcciones de correo electrónico y contraseñas. Coinlink negó a su sitio o a los usuarios que los correos electrónicos y las contraseñas habían sido hackeados. El informe concluyó que "Esta campaña de finales de 2017 es una continuación del interés de Corea del Norte por la criptocracia, que ahora sabemos que abarca una amplia gama de actividades, como la minería, los rescates y el robo descarado...".  En el informe también se decía que Corea del Norte utilizaba esos ataques en criptodólares para eludir las sanciones financieras internacionales. Los hackers norcoreanos robaron 7 millones de dólares de Bithumb, una bolsa de valores surcoreana, en febrero de 2017. Youbit, otra empresa surcoreana de intercambio de Bitcoin, se declaró en quiebra en diciembre de 2017 después de que el 17% de sus activos fueran robados por ciberataques tras un ataque anterior en abril de 2017.El Grupo Lázaro y los hackers norcoreanos fueron culpados por los ataques. Nicehash, un mercado de minería de nubes de criptodivisa perdió más de 4.500 Bitcoin en diciembre de 2017. Una actualización de las investigaciones afirmó que el ataque está relacionado con el Grupo Lázaro.

### 2019 Ataques de septiembre
A mediados de septiembre de 2019, los EE. UU. emitieron una alerta pública sobre una nueva versión de malware llamada ELECTRICFISH. Desde principios de 2019, agentes norcoreanos han intentado cinco grandes robos cibernéticos en todo el mundo, incluido un robo con éxito de 49 millones de dólares en una institución de Kuwait.

## Educación
Los hackers norcoreanos son enviados por vocación a Shenyang, China, para un entrenamiento especial. Se les entrena para desplegar malware de todo tipo en ordenadores, redes informáticas y servidores. La educación a nivel nacional incluye la Universidad Tecnológica Kim Chaek y la Universidad Kim Il-sung.

## Unidades
Se cree que el Grupo Lázaro tiene dos unidades

### BlueNorOff
BlueNorOff es un grupo con motivaciones financieras que es responsable de las transferencias ilegales de dinero a través de órdenes falsas de Swift. BlueNorOff también se llama APT38 (por Mandiant) y Stardust Chollima (por Crowdstrike).

### AndAriel
AndAriel se caracteriza logísticamente por tener como objetivo a Corea del Sur. El nombre alternativo de AndAriel se llama Silent Chollima debido a la naturaleza sigilosa del subgrupo. Cualquier organización en Corea del Sur es vulnerable a AndAriel. Los objetivos incluyen al gobierno y la defensa y cualquier símbolo económico.